# Kapelle (Sickenhausen)
Die Kapelle von Sickenhausen, einem Ortsteil von Kranzberg, ist eine römisch-katholische Wegkapelle. Das heutige Kulturdenkmal wurde in der ersten Hälfte des 19. Jahrhunderts an der Straße nach Gremertshausen errichtet.

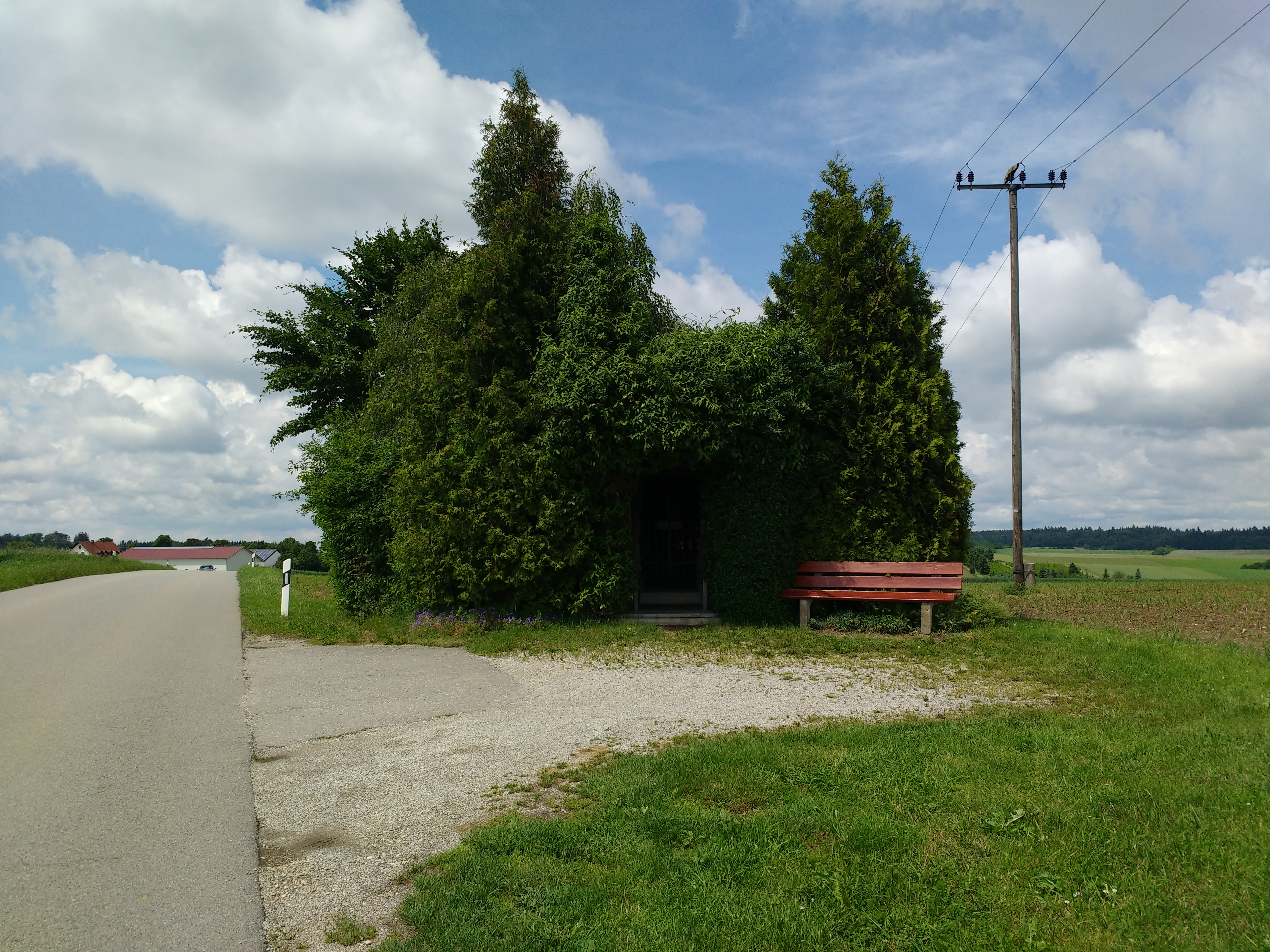
Außenansicht
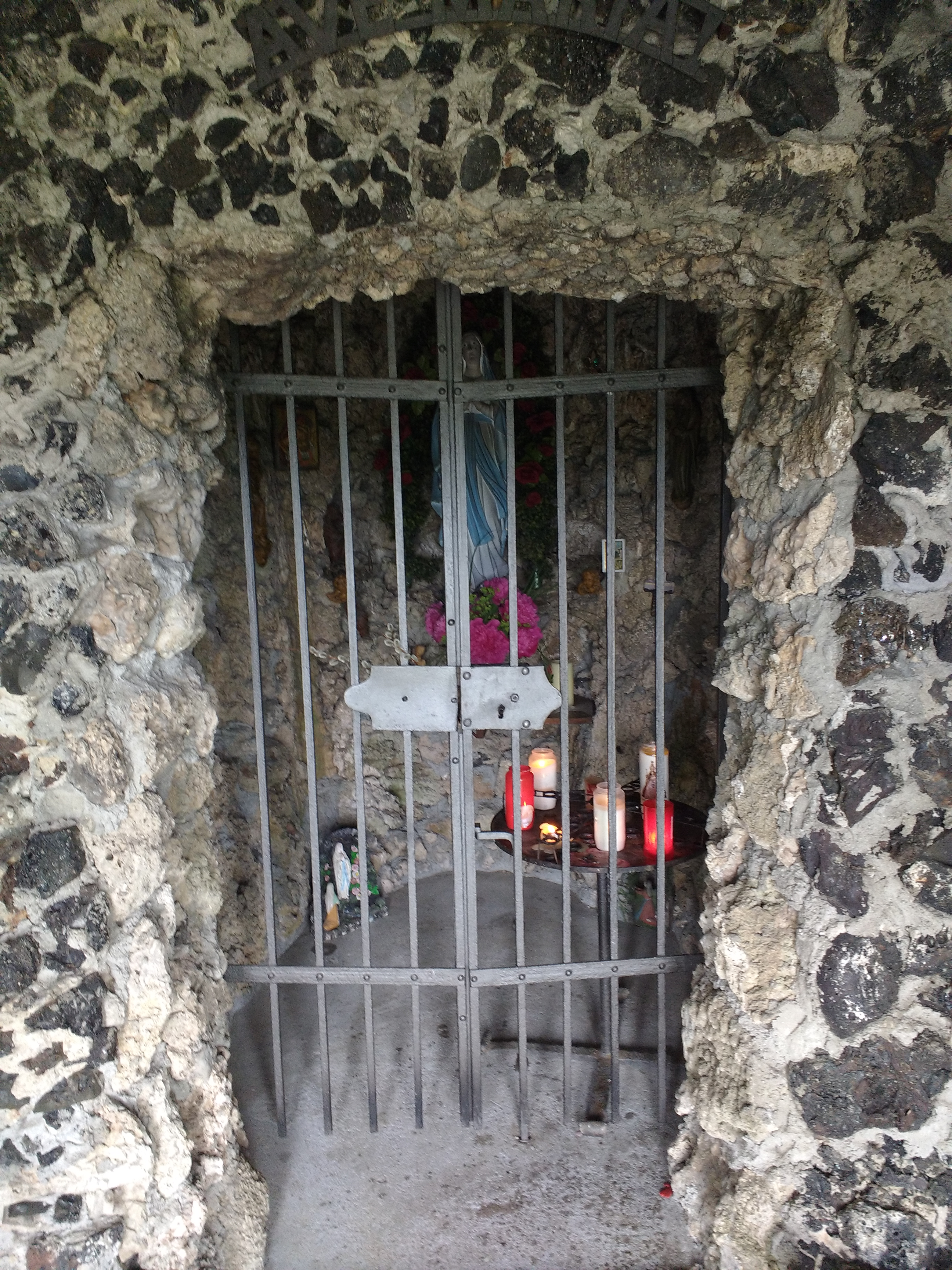
Innenraum
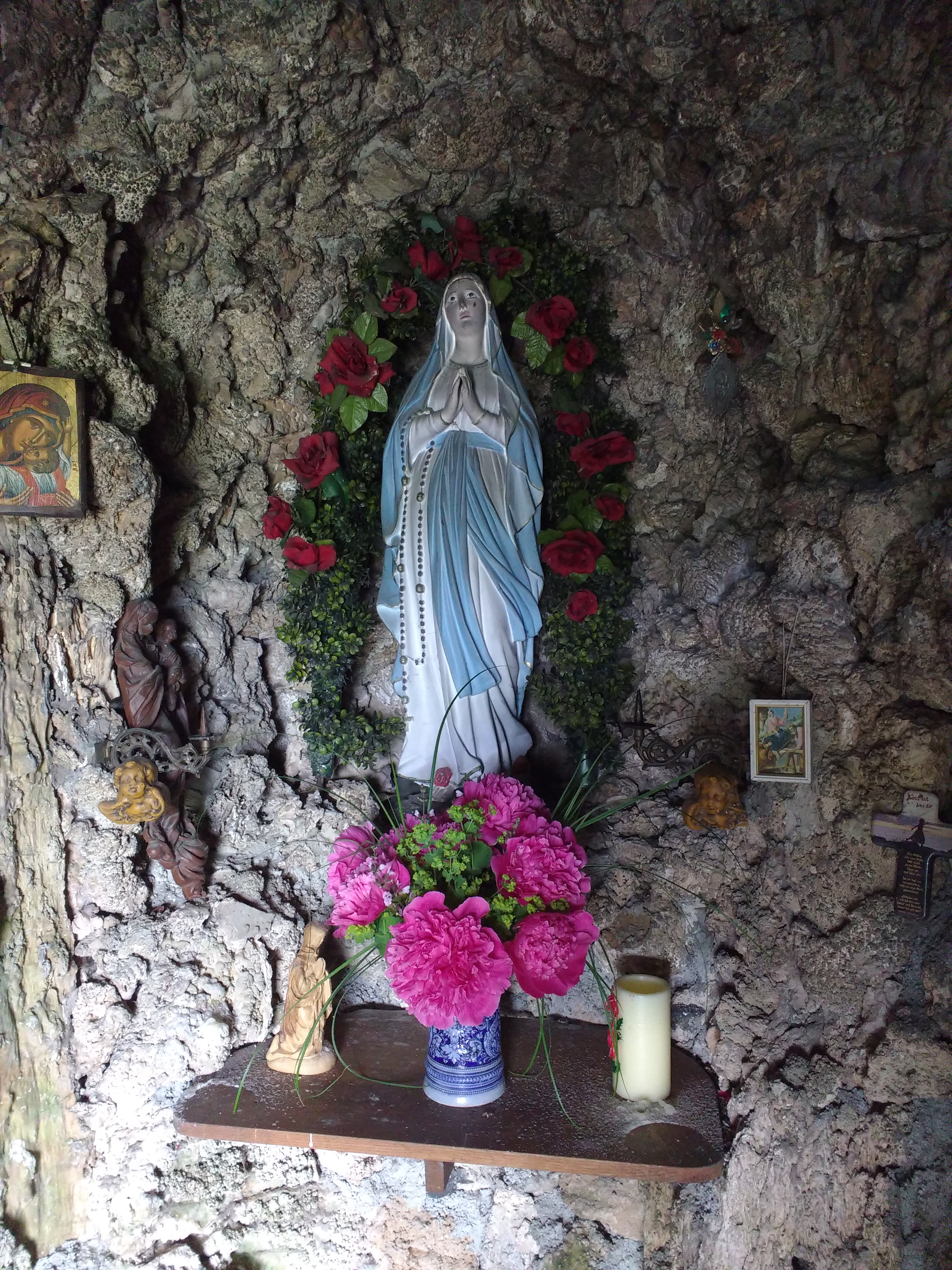
Figur im Innenraum